# Tejo (gra plażowa)
Tejo – gra towarzyska i zręcznościowa popularna w Argentynie i Urugwaju. Może być rozgrywana przez dwu zawodników grających przeciwko sobie lub przez dwie drużyny dwu- lub trzyosobowe.

## Zasady gry
Boisko do gry ma 12 metrów długości na 2,5 szerokości. W poprzek długości przebiega linia oznaczająca środek boiska. Dzięki temu powstają dwa pola gry o wymiarach 6 × 2,5 m.
Tejo jest grą bardzo podobną do bochas (argentyńskiej gry zbliżonej do włoskiego bocce) i można przyjąć, że pochodzi z niej. W przeciwieństwie do bochas, gdzie gra się za pomocą kul z tworzywa sztucznego, w tejo gra się drewnianymi dyskami o średnicy do kilkunastu centymetrów. Każda ze stron rozgrywki posiada sześć krążków. Oprócz tego występuje jeden mniejszy o nazwie bochín, a jego nazwa pochodzi właśnie z bochas. Przed rozpoczęciem gry zazwyczaj strony rozgrywki wykonują rzut do linii środkowej boiska. Drużyna zawodnika, który rzucił swój krążek bliżej linii ma prawo rozpocząć mecz i rzucić bochín. Tym samym określa jego położenie w najbliższej rozgrywce. Wszystkie rzuty, zarówno bochín jak i dysków, wykonywane są zza linii końcowej boiska, a uważane są za ważne, jeżeli rzucany obiekt przekroczy linię oznaczającą połowę boiska. Każda następna rozgrywka rozpoczynana jest przez drużynę, która zwyciężyła w rozgrywce poprzedniej. Niezależnie od tego, kierunek kolejnych rozgrywek jest naprzemienny.

## Przebieg gry
Każda gra zawiera się z kilku rozgrywkach. Celem rozgrywki jest umieszczenie jak największej liczby własnych dysków w pobliżu bochín. Rzuca ten zawodnik (drużyna), którego dysk znajduje się dalej od celu niż dysk przeciwnika (drużyny przeciwnej). Po wyrzuceniu wszystkich dysków następuje podliczenie punktów z danej rozgrywki. Zdobywa je tylko zwycięzca rozgrywki (którego dysk leży najbliżej bochín), który otrzymuje punkt za każdy dysk umieszczony bliżej bochín niż najbliższy dysk przeciwnika). Zwycięzca rozpoczyna następną rozgrywkę rzucając bochín w kierunku przeciwnym (zza przeciwległej linii końcowej boiska). Partię wygrywa strona, która jak  pierwsza osiągnęła ustaloną przed meczem liczbę punktów, zwykle 13, 15 lub 21.

## Odmiany

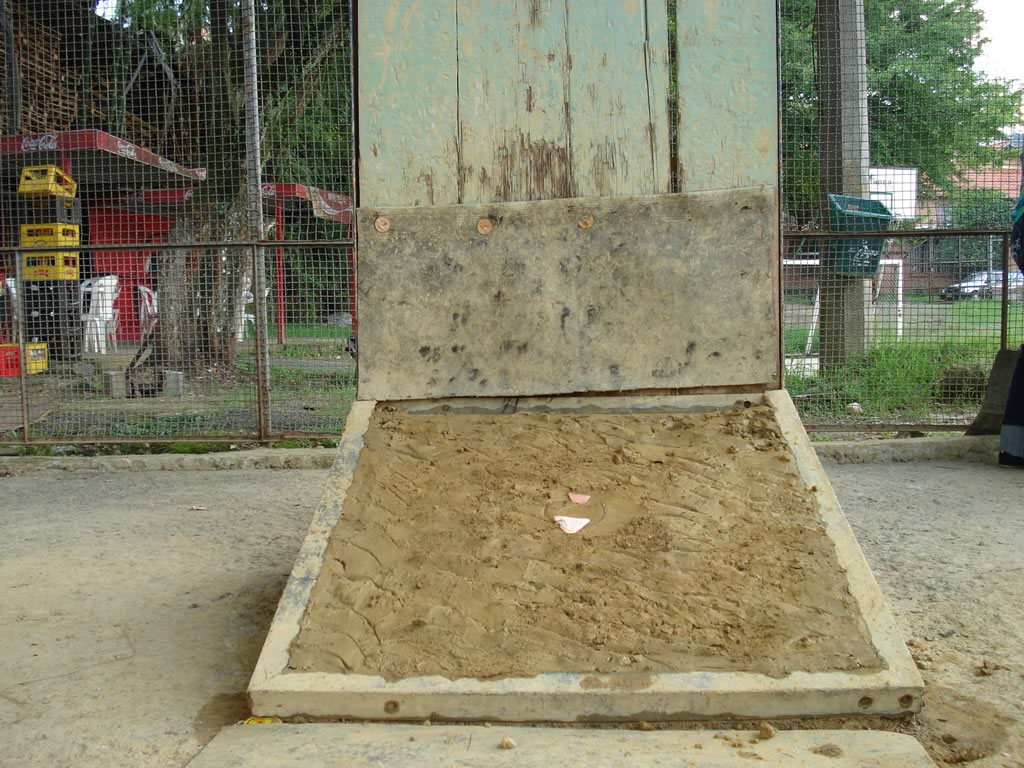
Przykładowa tarcza do gry w kolumbijskie tejo

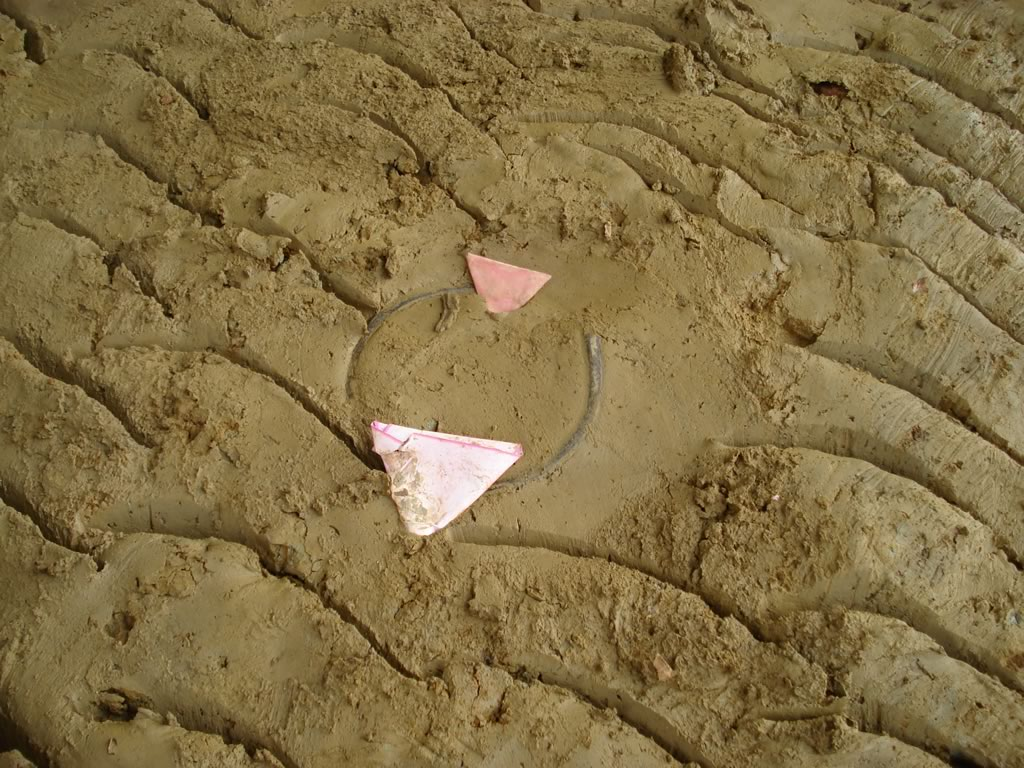
Przykłady celów i ich umocowania na tarczy

Szczególna odmiana tejo uprawiana jest w Kolumbii, gdzie traktowana jest jako gra narodowa. Pomimo zbieżności nazwy z grą argentyńską tamtejsza gra wywodzi się jeszcze z czasów prekolumbijskich. Używane do gry dyski mają niesymetryczny przekrój poprzeczny i wykonane są z litego metalu. Nie ma obowiązku rzucania dyskiem - można rzucić dowolnym przedmiotem np. kamieniem, butem, owocem. Wygodniej jest jednak rzucać twardym ciężkim, odpornym na zniszczenie przedmiotem o regularnym i powtarzalnym kształcie. Dlatego praktycznie wszyscy zawodnicy grają takimi samymi dyskami. Ponadto w rozgrywkach oficjalnych, jest to obowiązkowe. Gra nie rozgrywa się na płaszczyźnie boiska (bulodrom, plaża), gdyż cel umieszczony jest na tarczy. Ustawiona jest ona pod kątem około 45° względem podłoża, a wykonana z miękkiej, wilgotnej gliny, w którą częściowo zagłębiają się rzucane dyski. Na tarczy znajduje się cel. Od czasów nowożytnych jest nim mała, zwykle trójkątna, papierowa saszetka z mieszanką zapalną. Saszetka umocowana jest na metalowym pierścieniu wklejonym w glinę. Trafienie metalowym dyskiem w saszetkę z prochem powoduje efektowne zapalenie się jej zawartości.